# Golden Arrow (Rekordfahrzeug)

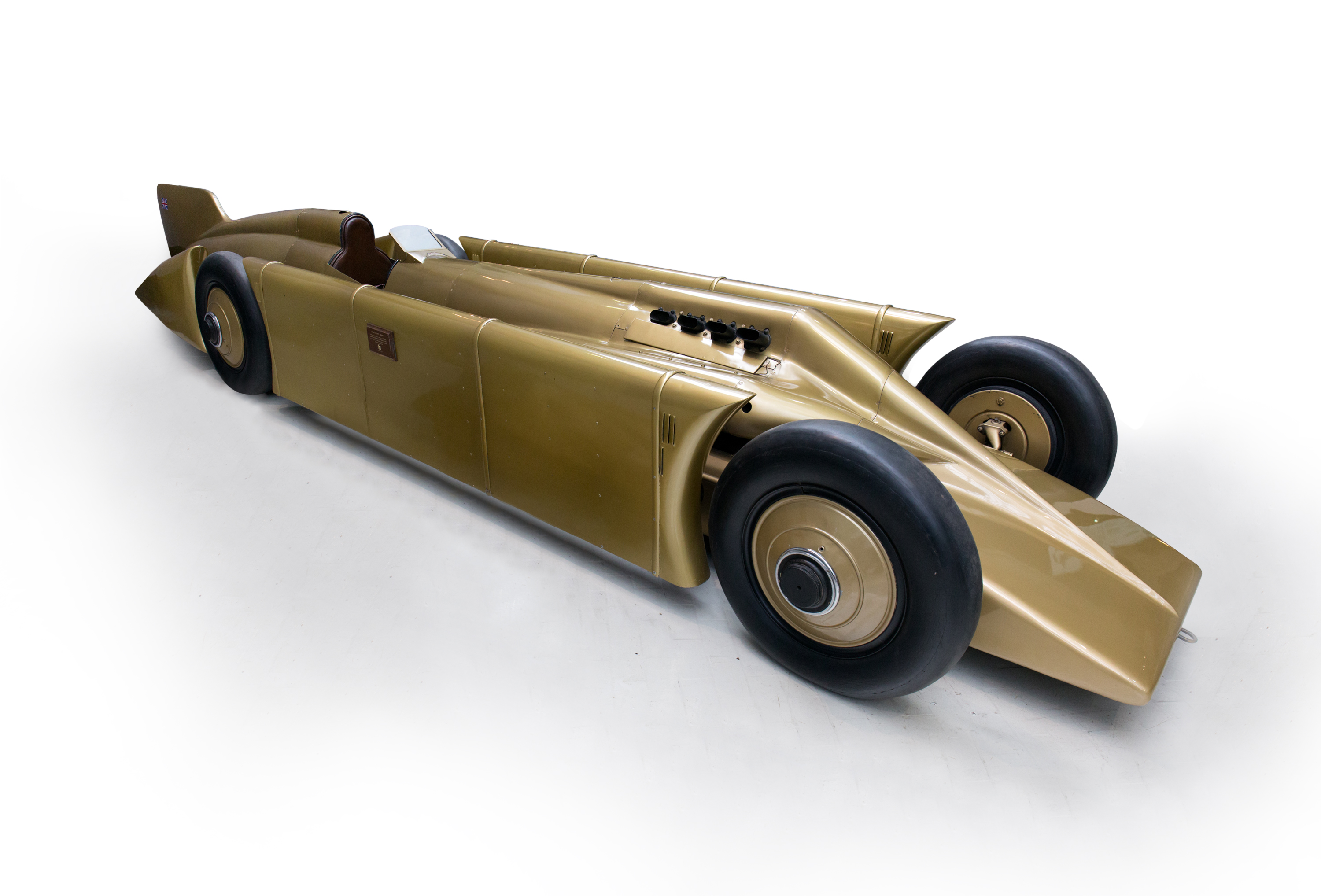
Golden Arrow im National Motor Museum, Beaulieu

Golden Arrow war ein Rekordfahrzeug, das von John Samuel Irving konstruiert wurde, und mit dem der englischen Rennfahrer Henry Segrave im Jahr 1929 in Daytona Beach (USA) einen absoluten Landgeschwindigkeitsrekord mit einer Geschwindigkeit von 372,46 Kilometer pro Stunde (231,43 Miles per Hour) aufstellte.

## Hintergrund
In den 1920er und 1930er Jahren war der „Land Speed Record“ (LSR) eine weitgehend britische Domäne, in der hauptsächlich die beiden Rennfahrer Henry Segrave und Malcolm Campbell „die Sache unter sich ausmachten“. Als der US-Amerikaner Charles Raymond Keech im April 1928 mit dem White Triplex Spirit of Elkdom den Rekord sehr knapp und unerwartet in die USA holte, wurde das in Großbritannien durchaus als „nationale Schande“ empfunden.

## Das Fahrzeug
Golden Arrow, dessen korrekte Bezeichnung eigentlich Irving-Napier-Special / Golden Arrow lautete, wurde von dem früheren Sunbeam-Ingenieur, Triebwerkskonstrukteur und Motorsport-Enthusiasten John Samuel Irving entworfen, um mit dem ehemaligen Sunbeam-Rennfahrer Henry Segrave am Steuer den Landgeschwindigkeitsrekord für Großbritannien zurückzugewinnen.
Golden Arrow war eines der ersten LSR-Fahrzeuge mit einer wirklichen (nicht nur optisch) stromlinienförmigen, aerodynamisch günstigen flachen Frontpartie und einer „engen“ Motorverkleidung (engl. Cowling). Als Antrieb diente ein Flugzeugmotor, den Napier & Son speziell herstellte. Er war für Supermarine-Wasser-Rennflugzeuge entwickelt worden, die an der Schneider Trophy teilnahmen.

### Motor
Der Napier Lion VIIA war ein 12-Zylinder-Motor in „W-Bauweise“ (drei Zylinderbänke zu je vier Zylindern) mit einer Bohrung von 140 mm und einem Hub von 130 mm. Der Motor hatte einen Gesamthubraum von 23,9 Litern und leistete 930 PS (694 kW) bei 3400/min. Er wurde in den schmalen Rahmen des Golden Arrow direkt hinter den Vorderrädern eingebaut. Die seitlichen Träger des Leiterrahmens bestanden aus 330 mm hohen und 102 mm breiten Stahlprofilen. Die restliche Grundstruktur des Fahrzeugs bestand aus Stahlrohr und Holz.

### Getriebe
Hinter dem Lion-Motor war ein Dreiganggetriebe eingebaut. Die Übersetzungsverhältnisse und theoretischen Höchstgeschwindigkeiten betrugen 3,0 zu 1 bis 130 km/h (81 mph) für den ersten Gang, 1,57 zu 1 bis 267 km/h (166 mph) für den zweiten Gang und 1 zu 1 bis 396 km/h (246 mph) für den dritten Gang. Das Getriebe übertrug die Motorleistung auf zwei Antriebswellen, die sich in entgegengesetzter Richtung drehten. Die Wellen verliefen entlang beider Seiten des Cockpits zur Hinterachse. Diese Anordnung ermöglichte es, den Fahrersitz etwa 200 mm tiefer zu platzieren als bei einer Montage unter dem Sitz.

### Reifen
Die Bereifung für Golden Arrow wurde speziell von Dunlop hergestellt. Die Reifen hatten eine Größe von 940 × 178 mm (37 × 7 Zoll) und waren mit 8,6 bar (125 psi) Luft gefüllt. Dunlop hatte garantiert, dass die Reifen 25 Sekunden bei 386 km/h halten. Bei dieser Geschwindigkeit würde es nur 15 Sekunden dauern, um die gemessene Meile zurückzulegen, und die Reifen wurden nach jedem Lauf gewechselt. Eine stromlinienförmige Verkleidung erstreckte sich von jedem Vorderrad zu jedem Hinterrad. Diese Verkleidung verbesserte die Aerodynamik des Autos und trug gleichzeitig die Flächenkühler der Gloster Aircraft Company. Über den Kühlern wurden spezielle Abdeckungen angebracht, um sie zu schützen, wenn das Auto nicht lief.

### Design und Karosserie
John Samuel Irving entwarf die äußere Form von Golden Arrow mithilfe zahlreicher Windkanalversuche, um den Frontbereich zu optimieren und den Luftwiderstand zu minimieren. Die Karosserie neigte sich bis zu einem Punkt vor dem Motor, und die drei Zylinderbänke des Motors waren sehr eng verkleidet. Die Stromlinienform der Karosserie floss zurück zum Cockpit, bis vor die Hinterräder. In den seitlichen Pontons zwischen den Rädern (wo sich die Kühler befanden) wurden zusätzliche Eiskisten zur Kühlung angebracht.
Hinter dem Cockpit befand sich ein 91-Liter-Kraftstofftank, und die Karosserie verjüngte sich zu einem „Flossen-Heck“, um bei hohen Geschwindigkeiten Richtungsstabilität für einen sauberen Geradeauslauf zu gewährleisten.
Die Grundform der Karosserie von Golden Arrow wurde von der Supermarine S5 inspiriert, und die gesamte Fahrzeugverkleidung war so konstruiert, dass sie Anpressdruck erzeugt, um das Auto auf dem Boden zu halten.
Die Karosserie wurde nach den endgültigen Entwürfen Irvings von den Karosseriebauern Thrupp & Maberly aus Aluminium gebaut und von den Brüdern Rootes, Freunden von Segrave und Irving, finanziert. Auf der Motorhaube war eine Art Zielfernrohr als Navigationshilfe montiert, um einen sauberen Geradeauslauf zu gewährleisten.

### Maße
Der Irving-Napier Golden Arrow war 8,38 m lang, 1,85 m breit und 1,12 m hoch. Er hatte einen Radstand von 4,27 m (14 Fuß), eine Spurweite von 1,52 m (5 Fuß) und eine Bodenfreiheit von 178 mm (7 Zoll). Das Fahrzeug wog rund 3490 kg.

### Verbleib
Golden Arrow wurde nach dem Rekordversuch nicht mehr eingesetzt und blieb erhalten. Das Fahrzeug ist derzeit (Stand 2021) im British National Motor Museum in Beaulieu, Hampshire, Großbritannien, ausgestellt.
- Golden Arrow mit entfernten Verkleidungsteilen
- Flugmotor Napier Lion II W12 (zur Verdeutlichung des W-Bauprinzips)
- Golden Arrow von oben
- Heckansicht

## Der Rekord

### Generelle Entwicklung
Die Verlegung des Austragungsortes von Europa (Beisp. 1) nach Daytona Beach brachte dank der besseren Strecke deutliche Verbesserungen der Resultate (Beisp. 2). Technisch blieben die Fortschritte aber „überschaubar“ (siehe untenstehende Tabelle Beisp. 3). Golden Arrow läutete hier mit seinem neuen Design auch eine neue Epoche ein (Beisp. 4), wie der nächste Rekord von Malcolm Campbell (der diese Innovationen in seinen Campbell-Napier-Railton Blue Bird einfließen ließ) zeigt (Beisp. 5).
| Beisp. | Datum            | Ort                  | Fahrer           | Fahrzeug                              | Antrieb           | Geschwindigkeit über 1 km | Geschwindigkeit über 1 km | Geschwindigkeit über 1 Meile | Geschwindigkeit über 1 Meile |
| Beisp. | Datum            | Ort                  | Fahrer           | Fahrzeug                              | Antrieb           | mph                       | km/h                      | mph                          | km/h                         |
| ------ | ---------------- | -------------------- | ---------------- | ------------------------------------- | ----------------- | ------------------------- | ------------------------- | ---------------------------- | ---------------------------- |
| 1      | 4. Februar 1927  | Pendine Sands, Wales | Malcolm Campbell | Napier-Campbell Blue Bird             | Verbrennungsmotor | 174,88                    | 281,44                    | 174,22                       | 280,38                       |
| 2      | 29. März 1927    | Daytona Beach, USA   | Henry Segrave    | Sunbeam 1000 hp Mystery               | "                 | 202,98                    | 326,66                    | 203,79 ↑(+29,57)*            | 327,97 ↑(+47,59)*            |
| 3      | 19. Februar 1928 | Daytona Beach, USA   | Malcolm Campbell | Napier-Campbell-Arrol-Aster Blue Bird | "                 | —                         | —                         | 206,95 ↑(+3,16)*             | 333,05 ↑(+5,08)*             |
| 3      | 22. April 1928   | Daytona Beach, USA   | Ray Keech        | White Triplex Spirit of Elkdom        | "                 | —                         | —                         | 207,55 ↑(+0,60)*             | 334,02 ↑(+0,97)*             |
| 4      | 11. März 1929    | Daytona Beach, USA   | Henry Segrave    | Irving-Napier Golden Arrow            | "                 | 231,56                    | 372,66                    | 231,36 ↑(+23,81)*            | 372,34 ↑(+38,32)*            |
| 5      | 5. Februar 1931  | Daytona Beach, USA   | Malcolm Campbell | Campbell Napier-Railton Blue Bird     | "                 | 246,08                    | 396,03                    | 245,73 ↑(+14,37)*            | 395,46 ↑(+23,12)*            |

↑* Verbesserung gegenüber dem vorherigen Rekord

### Segrave mit Golden Arrow
Im Frühjahr 1929 fuhr Segrave nach Daytona und erzielte nach nur einem Trainingslauf am 11. März vor 120.000 Zuschauern (laut anderen Quellen 100.000) einen neuen Rekord von 372,46 km/h (231,45 mph), die Keechs alte Bestmarke von 334,00 km/h um rund 38 Kilometer pro Stunde deutlich übertraf.
| Datum         | Ort                | Fahrer        | Fahrzeug                   | Antrieb           | Geschwindigkeit über 1 km | Geschwindigkeit über 1 km | Geschwindigkeit über 1 Meile | Geschwindigkeit über 1 Meile |
| Datum         | Ort                | Fahrer        | Fahrzeug                   | Antrieb           | mph                       | km/h                      | mph                          | km/h                         |
| ------------- | ------------------ | ------------- | -------------------------- | ----------------- | ------------------------- | ------------------------- | ---------------------------- | ---------------------------- |
| 11. März 1929 | Daytona Beach, USA | Henry Segrave | Irving-Napier Golden Arrow | Verbrennungsmotor | 231,56                    | 372,66                    | 231,36                       | 372,34                       |

Segrave nahm mit Golden Arrow für seine beiden Läufe je 4 Meilen Anlauf, um auf Geschwindigkeit zu kommen, er durchfuhr die gemessene Meile jeweils in 15,55 und 15,57 Sekunden und erreichte dabei eine durchschnittliche Geschwindigkeit von 372,103 km/h. Der Durchschnitt seiner beiden Läufe bestätigte Segrave einen neuen LSR von 371,341 km/h (231,362 mph) – 38,317 km/h (23,809 mph) schneller als der vorherige Rekord, den Ray Keech im Triplex aufgestellt hatte. Einige Quellen geben die Geschwindigkeit mit 372,478 km/h an, was jedoch Segraves Geschwindigkeit für den fliegenden Kilometer und nicht für die Meile war.
Zwei Tage später führte ein weiterer Rekordversuch des US-Amerikaners Lee Bible mit White Triplex Spirit of Elkdom auf Ormond Beach zu einem Unfall, bei dem sowohl Bible als auch ein Fotograf ums Leben kamen. Daytona Beach wurde daraufhin geschlossen und Segrave konnte keine weiteren Läufe machen, um seinen Rekord zu verbessern. Golden Arrow lief nie wieder und im folgenden Jahr verunglückte Segrave tödlich, als er versuchte einen neuen Geschwindigkeitsrekord auf dem Wasser aufzustellen.